# Beate Müller-Gemmeke

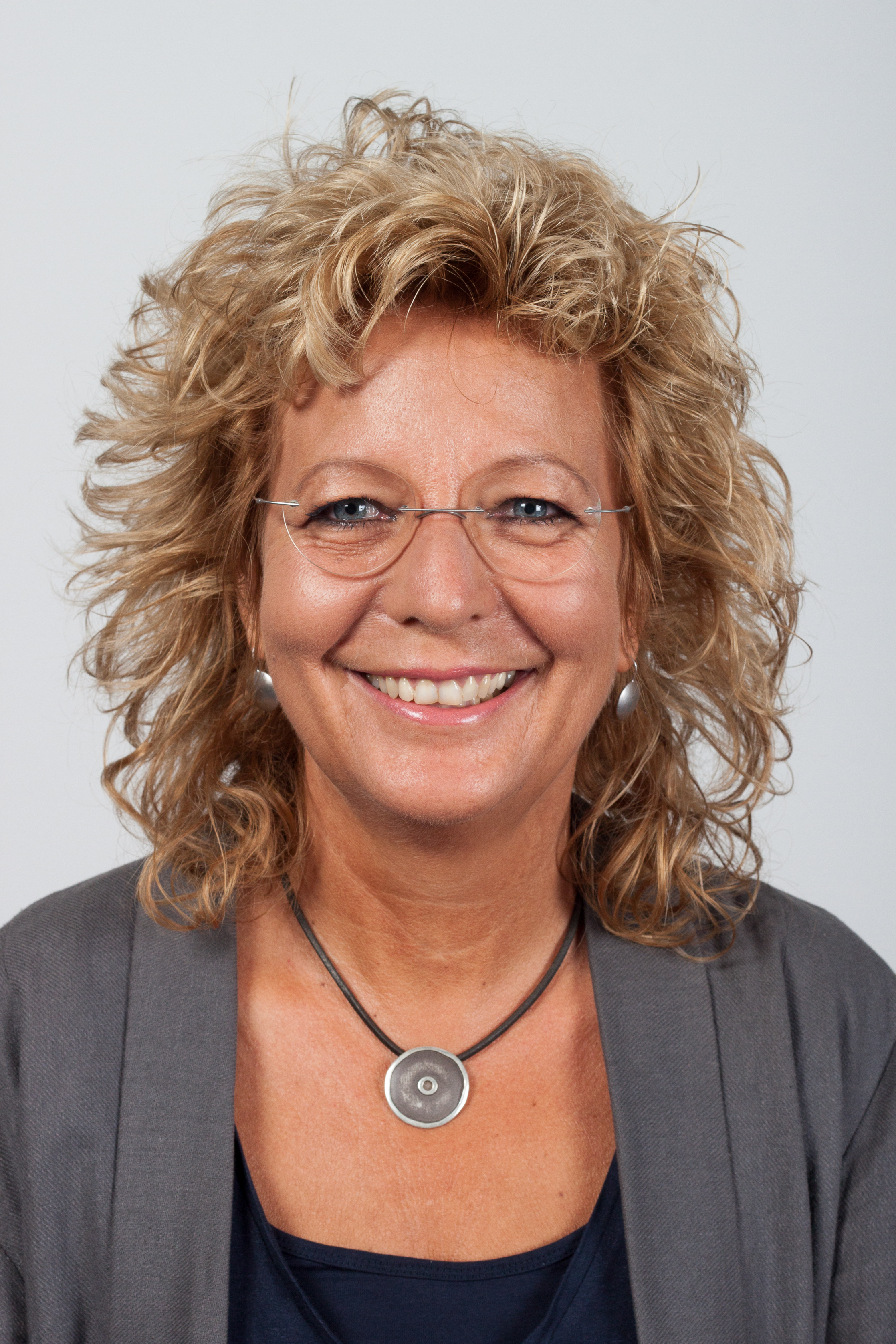
Imagem de Beate Müller-Gemmeke.

Beate Müller-Gemmeke (7 de outubro de 1960) é uma política alemã. Nascida em Frankfurt, Hesse, ela representa a Aliança 90/Os Verdes. Beate Müller-Gemmeke serviu como membro do Bundestag do estado de Baden-Württemberg desde 2009.

## Vida
Müller-Gemmeke frequentou uma escola primária em Böblingen até 1978, depois da qual formou-se como professora em Tübingen. Em 1978, ela obteve o seu diploma de entrada para uma universidade de ciências aplicadas e estudou educação social na Universidade Protestante de Ciências Aplicadas para Serviço Social em Reutlingen de 1984 a 1988. De 2002 até à sua eleição para o Bundestag, ela trabalhou como pedagoga social autónoma. Ela tornou-se membro do Bundestag após as eleições federais alemãs de 2009. É membro da Comissão do Trabalho e dos Assuntos Sociais e da Comissão das Petições. Para o seu grupo parlamentar, é porta-voz dos direitos dos trabalhadores e da política activa do mercado de trabalho e coordenadora do Conselho Sindical e Social.